# Sida xanti
Sida xanti är en malvaväxtart som beskrevs av Asa Gray. Sida xanti ingår i släktet sammetsmalvor, och familjen malvaväxter. Inga underarter finns listade i Catalogue of Life.